# Michael Werikhe
 (décembre 2018).
Michael Werikhe, est un biologiste et environnementaliste kenyan. Il est connu pour son engagement pour la protection des rhinocéros noirs.

## Biographie
Michael Werikhe est né en 1956 à Mombasa. 
En 1982, il effectue une marche de plus de 1000 km entre Mombasa et Nairobi pour promouvoir la protection du Rhinocéros noir.
En 1988, il parcourt de la même façon 3 000 km en Europe jusqu'au Musée d'histoire naturelle de Londres, puis, en 1991 aux États-Unis, et en 1993 à Taiwan, pour convaincre les officines de ne plus utiliser de corne de rhinocéros.
Michael Werikhe est victime d'un attentat près de sa maison à Mombasa en 1999.

## Distinction
Michael Werikhe est l'un des six lauréats 1990 du Prix Goldman de l'Environnement.